# Pareas iwasakii
Pareas iwasakii е вид влечуго от семейство Смокообразни (Colubridae).

## Разпространение
Видът е разпространен в Япония (Рюкю).